# Giro de Italia 1973
El  56.º Giro de Italia se disputó entre el 18 de mayo y el 9 de junio de 1973 con un recorrido de 3801 km dividido en un prólogo y 20 etapas con inicio en Verviers y final en Trieste.
Participaron 140 ciclistas repartidos en 14 equipos de 10 corredores cada uno de los que solo lograron finalizar la prueba 113 ciclistas.
El vencedor absoluto fue el belga Eddy Merckx que cubrió la prueba en 106h 54' 41" a una velocidad media de 35,553 km/h.

## Etapas
| Etapa   | Fecha      | Recorrido                           | Km  | Ganador                  | Líder       |
| Prólogo | 18 de mayo | Verviers                            | 5   | Eddy Merckx/Roger Swerts | Eddy Merckx |
| 1.ª     | 19 de mayo | Verviers – Colonia                  | 137 | Eddy Merckx              | Eddy Merckx |
| 2.ª     | 20 de mayo | Colonia – Luxemburgo                | 227 | Roger De Vlaeminck       | Eddy Merckx |
| 3.ª     | 21 de mayo | Luxemburgo – Estrasburgo            | 239 | Gustaaf Van Roosbroeck   | Eddy Merckx |
| 4.ª     | 22 de mayo | Ginebra – Aosta                     | 163 | Eddy Merckx              | Eddy Merckx |
| 5.ª     | 24 de mayo | Saint-Vincent – Milán               | 173 | Gerben Karstens          | Eddy Merckx |
| 6.ª     | 25 de mayo | Milán – Iseo                        | 144 | Gianni Motta             | Eddy Merckx |
| 7.ª     | 26 de mayo | Iseo – Lido delle Nazioni           | 248 | Rik Van Linden           | Eddy Merckx |
| 8.ª     | 27 de mayo | Lido delle Nazioni – Monte Carpegna | 156 | Eddy Merckx              | Eddy Merckx |
| 9.ª     | 28 de mayo | Carpegna - Alba Adriatica           | 243 | Patrick Sercu            | Eddy Merckx |
| 10.ª    | 29 de mayo | Alba Adriatica - Lanciano           | 174 | Eddy Merckx              | Eddy Merckx |
| 11.ª    | 30 de mayo | Lanciano - Benevento                | 230 | Roger De Vlaeminck       | Eddy Merckx |
| 12.ª    | 31 de mayo | Benevento - Fiuggi                  | 236 | Tullio Rossi             | Eddy Merckx |
| 13.ª    | 1 de junio | Fiuggi – Bolsena                    | 215 | Roger De Vlaeminck       | Eddy Merckx |
| 14.ª    | 2 de junio | Bolsena – Florencia                 | 202 | Francesco Moser          | Eddy Merckx |
| 15.ª    | 3 de junio | Florencia - Forte dei Marmi         | 150 | Martín Emilio Rodríguez  | Eddy Merckx |
| 16.ª    | 5 de junio | Forte dei Marmi – Forte dei Marmi   | 37  | Felice Gimondi           | Eddy Merckx |
| 17.ª    | 6 de junio | Forte dei Marmi – Verona            | 244 | Rik Van Linden           | Eddy Merckx |
| 18.ª    | 7 de junio | Verona - Andalo                     | 173 | Eddy Merckx              | Eddy Merckx |
| 19.ª    | 8 de junio | Andalo - Auronzo di Cadore          | 208 | José Manuel Fuente       | Eddy Merckx |
| 20.ª    | 9 de junio | Auronzo di Cadore - Trieste         | 197 | Marino Basso             | Eddy Merckx |

## Clasificaciones
| \| 1. \| Eddy Merckx \| Bélgica \| 106h 54' 41" \| \| \| 2. \| Felice Gimondi \| Italia \| + 7' 42" \| \| \| 3. \| Giovanni Battaglin \| Italia \| + 10' 20" \| \| \| 4. \| José Pesarrodona \| España \| + 15' 51" \| \| \| 5. \| Santiago Lazcano \| España \| + 19' 11" \| \| \| 6. \| Wladimiro Panizza \| Italia \| + 19' 45" \| \| \| 7. \| Ole Ritter \| Dinamarca \| + 24' 24" \| \| \| 8. \| José Manuel Fuente \| España \| + 26' 06" \| \| \| 9. \| Francisco Galdós \| España \| + 26' 35" \| \| \| 10. \| Gianni Motta \| Italia \| + 26' 49" \| \| |                    |           |              |  |
| 1. | Eddy Merckx        | Bélgica   | 106h 54' 41" |  |
| 2. | Felice Gimondi     | Italia    | + 7' 42"     |  |
| 3. | Giovanni Battaglin | Italia    | + 10' 20"    |  |
| 4. | José Pesarrodona   | España    | + 15' 51"    |  |
| 5. | Santiago Lazcano   | España    | + 19' 11"    |  |
| 6. | Wladimiro Panizza  | Italia    | + 19' 45"    |  |
| 7. | Ole Ritter         | Dinamarca | + 24' 24"    |  |
| 8. | José Manuel Fuente | España    | + 26' 06"    |  |
| 9. | Francisco Galdós   | España    | + 26' 35"    |  |
| 10. | Gianni Motta       | Italia    | + 26' 49"    |  |

| \| 1. \| José Manuel Fuente \| España \| 550 puntos \| \| 2. \| Eddy Merckx \| Bélgica \| 510 puntos \| \| 3. \| Giovanni Battaglin \| Italia \| 180 puntos \| \| 4. \| Felice Gimondi \| Italia \| 110 puntos \| \| 5. \| Lino Farisato \| Italia \| 100 puntos \| |                    |         |            |
| 1. | José Manuel Fuente | España  | 550 puntos |
| 2. | Eddy Merckx        | Bélgica | 510 puntos |
| 3. | Giovanni Battaglin | Italia  | 180 puntos |
| 4. | Felice Gimondi     | Italia  | 110 puntos |
| 5. | Lino Farisato      | Italia  | 100 puntos |

| \| 1. \| Eddy Merckx \| Bélgica \| 237 puntos \| \| 2. \| Roger De Vlaeminck \| Bélgica \| 216 puntos \| \| 3. \| Felice Gimondi \| Italia \| 146 puntos \| \| 4. \| Rik Van Linden \| Bélgica \| 141 puntos \| \| 5. \| Gerben Karstens \| Holanda \| 132 puntos \| |                    |         |            |
| 1. | Eddy Merckx        | Bélgica | 237 puntos |
| 2. | Roger De Vlaeminck | Bélgica | 216 puntos |
| 3. | Felice Gimondi     | Italia  | 146 puntos |
| 4. | Rik Van Linden     | Bélgica | 141 puntos |
| 5. | Gerben Karstens    | Holanda | 132 puntos |

| \| 1. \| Molteni \| Italia \| - \| - \| |         |        |   |   |
| 1.                                      | Molteni | Italia | - | - |